# Halowe Mistrzostwa Europy w Lekkoatletyce 1976 – bieg na 800 m mężczyzn
Bieg na 800 metrów mężczyzn – jedna z konkurencji biegowych rozgrywanych podczas halowych lekkoatletycznych mistrzostw Europy w  Olympiahalle w Monachium. Eliminacje zostały rozegrane 21 lutego, a bieg finałowy 22 lutego 1976. Zwyciężył reprezentant Belgii Ivo Van Damme. Tytułu zdobytego na poprzednich mistrzostwach nie bronił Gerhard Stolle z Niemieckiej Republiki Demokratycznej.

## Rezultaty

### Eliminacje
Rozegrano 2 biegi eliminacyjne, do których przystąpiło 10 biegaczy. Awans do finału dawało zajęcie jednego z pierwszych trzech miejsc w swoim biegu (Q).
Opracowano na podstawie materiału źródłowego.
Bieg 1
| Miejsce | Zawodnik         | Czas   | Uwagi |
| ------- | ---------------- | ------ | ----- |
| 1       | Francis Gonzalez | 1:49,8 | Q     |
| 2       | Ivo Van Damme    | 1:49,8 | Q     |
| 3       | Milovan Savić    | 1:50,0 | Q     |
| 4       | Ladislav Kárský  | 1:50,1 |       |
| –       | Phil Lewis       | DNF    |       |

Bieg 2
| Miejsce | Zawodnik                 | Czas   | Uwagi |
| ------- | ------------------------ | ------ | ----- |
| 1       | András Zsinka            | 1:50,1 | Q     |
| 2       | Josef Schmid             | 1:50,9 | Q     |
| 3       | Robert Hoofd             | 1:50,9 | Q     |
| 4       | Carlo Grippo             | 1:51,7 |       |
| 5       | Konstantinos Gargarettas | 1:52,0 |       |

### Finał
Opracowano na podstawie materiału źródłowego.
| Miejsce | Zawodnik         | Czas   |
| ------- | ---------------- | ------ |
| 1       | Ivo Van Damme    | 1:49,2 |
| 2       | Josef Schmid     | 1:49,8 |
| 3       | Milovan Savić    | 1:49,9 |
| 4       | András Zsinka    | 1:50,4 |
| 5       | Robert Hoofd     | 1:50,7 |
| 6       | Francis Gonzalez | 1:50,9 |